# Frans Geerts
Augustinus Franciscus Maria (Frans) Geerts (Antwerpen, 14 september 1869 - Borgerhout, 30 juni 1957), ook gekend als Franz Geerts en François Geerts, was een Belgisch kunstschilder, actief in Borgerhout.

## Levensloop
Over het leven van Frans Geerts valt vooralsnog weinig te achterhalen. Uit de inschrijvingsregisters van de Antwerpse Koninklijke Academie voor Schone Kunsten blijkt dat hij er een basisopleiding tot kunstschilder volgde, van 1880 tot en met 1886. Geerts ontpopte zich tot een verdienstelijke leerling; in 1884 was hij zelfs de beste in de opleiding “ornement au trait d’après l’estampe” onder leiding van kunstenaar Lukas Schaefels. De laatste maanden van zijn schildersopleiding vielen samen met de korte en weinig succesvolle passage van de toen 32-jarige Vincent Van Gogh aan de Antwerpse Academie.
Na het beëindigen van zijn studies aan de Academie in 1886 verdwijnt Geerts voor een tiental jaren van de radar. Mogelijk volgde hij toen nog een bijkomende schildersopleiding in het buitenland of vervolmaakte hij zich in het atelier van een andere kunstenaar. Geerts huwde in 1891 met Anna Maria Maes, met wie hij een dochter had. Vanaf het einde van de negentiende eeuw tot en met de Tweede Wereldoorlog woonde en werkte hij als kunstschilder in Borgerhout, waar hij in 1957 overleed.

## Oeuvre
Het oeuvre van Geerts kan als erg veelzijdig worden getypeerd, met portretten in realistische en romantische stijl, bucolische en religieuze taferelen, stillevens met bloemstukken en landschappen. Hij maakte vooral olieverfschilderijen, maar ook aquarellen en inkttekeningen.
Naast origineel werk bestaat zijn oeuvre uit tal van vrije adaptaties van bekende meesters, zoals onder meer Adriaen Brouwer, Václav Brožík, Henri De Braekeleer en David Teniers II. Geerts kopieerde bovendien De Boerendans van Pieter Bruegel de Oude tot in de kleinste details. 

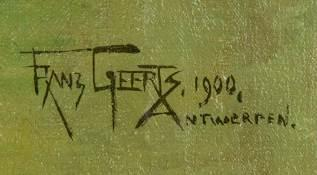
De werken van Frans Geerts zijn te herkennen aan de karakteristieke handtekening van de schilder

Geerts was geen avant-gardekunstenaar en speelde nooit een prominente rol in het artistieke leven te Antwerpen. Desondanks lijkt hij een zeker commercieel succes te hebben gehad. Zijn werk bevindt zich in privécollecties en duikt nog regelmatig op bij kunst- en antiekveilingen in binnen- en buitenland.